# Pseudohepatica
Pseudohepatica — рід грибів родини Ramalinaceae. Назва вперше опублікована 1993 року.

## Класифікація
Згідно з базою MycoBank до роду Pseudohepatica відносять 2 офіційно визнані види:
- Pseudohepatica duidensis
- Pseudohepatica pachyderma